# Каванту (лунный кратер)
Кратер Каванту (лат. Caventou) — маленький ударный кратер в западной части Моря Дождей на видимой стороне Луны. Название присвоено в честь французского химика и фармацевта Жозефа Бьенеме Каванту (1795—1877) и утверждено Международным астрономическим союзом в 1976 г. 

## Описание кратера
Ближайшими соседями кратера являются кратер Делиль, а также маленькие кратеры Гастон, Линда и Борис на западе; кратер Хейс на северо-западе; кратер Карлини на северо-востоке; маленькие кратеры Шарль, Мавис и Аннегрит на востоке; маленькие кратеры Феликс, Артемис и Верне на юго-востоке; кратер Эйлер на юге; кратер Каутней на юго-западе, а также кратер Диофант с окружающими его маленькими кратерами Самир, Луиза, Изабель и Валтер на западе-юго-западе. На западе от кратера Каванту расположена борозда Диофанта, на севере гряда Хайма, на востоке гряда Циркеля, на юго-востоке пик Ла-Гира, на юге-юго-западе борозда Захии, цепочка кратеров Юрия и гряда Тера. Селенографические координаты центра кратера 29°44′ с. ш. 29°23′ з. д. / 29,74° с. ш. 29,38° з. д., диаметр 2,8 км, глубина 0,4 км.
Кратер имеет циркулярную чашеобразную форму и практически не разрушен. К северо-западной части вала примыкает крохотный кратер. Высота вала достигает 110 м>, объем кратера составляет 1 км3. Окружающая местность испещрена множеством мелких кратеров.
До получения собственного названия в 1976 г. кратер Каванту именовался сателлитным кратером Ла-Гир D.

## Сателлитные кратеры
Отсутствуют.

## См.также
- Список кратеров на Луне
- Лунный кратер
- Морфологический каталог кратеров Луны
- Планетная номенклатура
- Селенография
- Минералогия Луны
- Геология Луны
- Поздняя тяжёлая бомбардировка